# Буквар

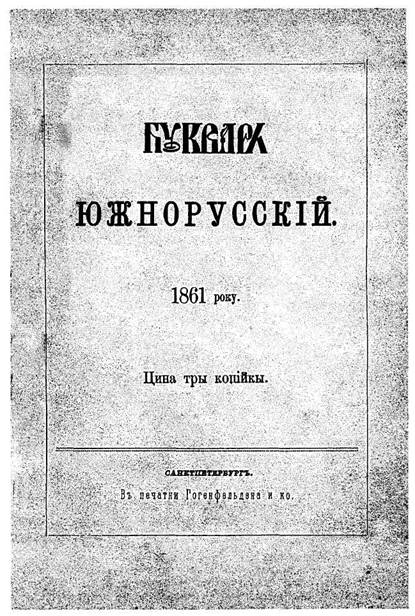
Титульна сторінка «Букваря» Тараса Шевченка

Буква́р, або абе́тка, а́збука — підручник для навчання письма і читання.

## Походження назви
Термін буквар (за зразком лат. abecedarium) ввів у староукраїнську мову Мелетій Смотрицький на початку XVII століття. До цього часу в Україні мала поширення назва церк.-слов. азбꙋка (за найменуванням перших двох літер абетки). У XVI—XVIII століттях найчастіше виходили букварі під назвою «граматика» (звідси українська народна назва — граматка).

## Давньоукраїнські букварі XVI—XVIII століття

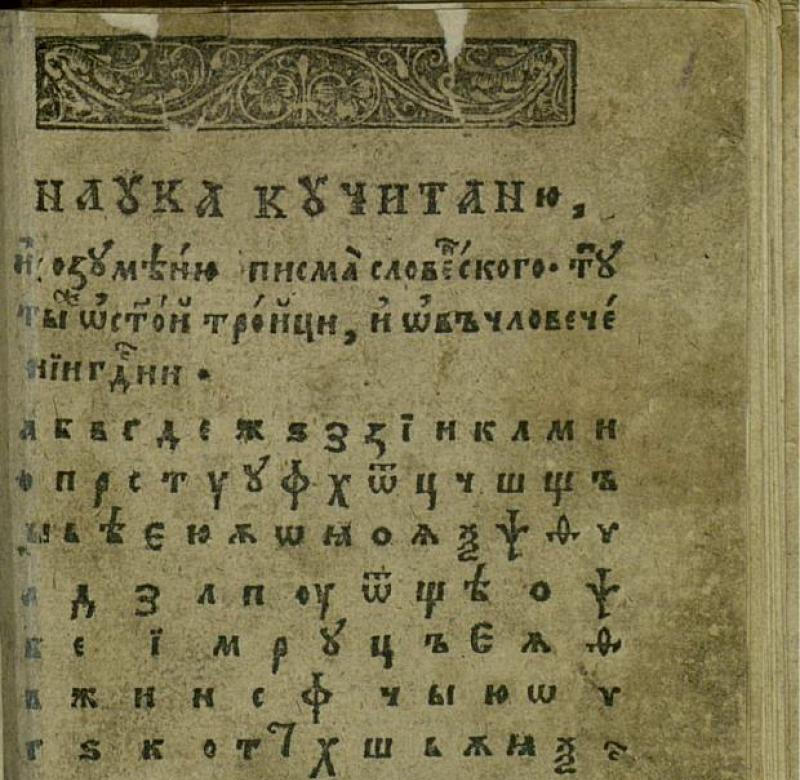
Лаврентій Зизаній.
«Наука ку читаню и розумѣню писма словенскаго…» 1596 року

Найдавніші друковані українські букварі — «Буквар» Івана Федоровича (Львів, 1574; Острог, 1578; назва умовна, бо стародрук не має заголовка) та Лаврентія Зизанія — «Наука ку читаню и розумѣню писма словенскаго…» (Вільно, 1596). Вони базувалися на матеріалі церковнослов'янської («словенороської») мови української редакції. До книжки Лаврентія Зизанія було додано церковнослов'янсько-український словник «Лексис…», який містив 1061 слово.
У старожитніх букварях часом давалися відомості з граматики, просодії, т. з. повсякденні молитви.
Іван Федоров у своїх букварях друкував азбучну молитву, сентенції з Біблії на теми виховання. В острозькому (грецько-словенороському) букварі він уперше опублікував твір чорноризця Храбра «О письменехъ» під заголовком «Сказаніє, како состави с[вя]тыи Кирилъ Философъ азъбуку по языку словеньску и книги преведе[т] греческихъ на словеньскіи языкъ». У ньому ж подано грецьку абетку, а також щоденні молитви грецькою та церковнослов'янською («словенороською») мовами.
Словенороські букварі друкувалися в Україні впродовж XVII—XVIII століть У «Букварі языка словенского» (Тирнава, 1699), випущеному для закарпатців, щоденні молитви подано церковнослов'янською та грецькою мовами в кириличній транскрипції. Тут уміщено деякі твори церковної поезії, елементи катехізису.

## Букварі ХІХ століття— початку XX століття
Букварі на матеріалі живої української мови укладаються з XIX століття. Серед відомих — «Букварь южнорусскій» Тараса Шевченка (СПб., 1861), «Українська абетка» Миколи Гатцука (М., 1861), «Граматка» Пантелеймона Куліша (СПб., 1857, 1861). Складений Олександром Потебнею у 1864—1865 український буквар для недільних шкіл тривалий час залишався у рукописі.
У другій половині ХІХ століття українські букварі друкувалися лише на західноукраїнських землях. У Наддніпрянщині вони знову почали виходити лише у XX столітті:
- «Граматка» Спиридона Черкасенка (Полтава, 1907),
- «Українська граматка до науки читання й писання» Бориса Грінченка (К., 1907),
- букварі Л. Деполович, Н. Гов'ядовської, Б. Саженюка і М. Саженюк, Н. Скрипченко, М. Вашуленка, Д. Чередниченка та ін.

Виняток — «Граматка, або перша читанка задля початку вченья» Олександра Кониського (К., 1883).
«Граматка» П. Куліша, «Українська абетка» М. Гатцука та «Домашня наука» К. Шейковського (1860) будувалися за традиційним на той час буквоскладальним методом, розрахованим на заучування великої кількості складів.
Створений Тарасом Шевченком «Букварь южнорусскій» був надрукований на зв'язних текстах, що опрацьовувалися після вивчення абетки та читання мікротекстів, де слова поділялися на склади з позначенням наголосу. В дібраних для читання текстах використовувалися прислів'я та приказки, часто соціально спрямовані.
У 1899 році «Кіевская старина» надрукувала буквар Олександра Потебні як додаток до журналу без права розповсюджувати окремими відбитками. Пізніше цей буквар, підготовлений С. Русовою, виходив у світ декілька разів.
У 1917 році перевидавали «Українську граматку…» Бориса Грінченка. Тут спочатку учням пропонувалися «малюнки для розмови» та графічні вправи «для перемальовування», підготовчі вправи з письма. Далі йшли тексти для читання, більшість яких була побудована на фольклорній основі.
Аналогом букваря Бориса Грінченка був «Український буквар», складений А. Савчуком і виданий 1918 року в Західній Україні. Завершальна частина підручника — «Читанка» — складалася з віршів Тараса Шевченка, Леоніда Глібова, Степана Руданського, Бориса Грінченка та перекладів оповідань для дітей К. Ушинського і Л. Толстого.
Для запровадження звукового аналітико-синтетичного методу навчання грамоти, розробленого К. Ушинським, велике значення мали українські підручники Т. Лубенця (псевдо — Т. Норець). Його «Граматика з малюнками» (український буквар), що витримала багато видань, була побудована на зразках живої української мови, близьких і доступних для дітей. У підручнику широко представлено фольклор — вірші, дитячі пісні, народні ігри, прислів'я і приказки тощо.

## Українські букварі після 1917 року. Букварі сучасності

Сергій Конончук. Ілюстрація до «Азбуки». Літера «В». 1929. Туш, гуаш

Після 1917 року в Україні тривалий час не було стабільних підручників. У центральних та окремих місцевих видавництвах виходили букварі з різними назвами:
- «Сонечко» Сергія Титаренка (1918),
- «Граматка» Г. Неводовського (1918),
- «Ясне сонечко» П. Ковалевського (1919),
- «Веселка» Якова Чепіги (1920),
- «Азбука в малюнках» Л. Кротевич (1920; посібник для домашнього навчання грамоти).

У 1920-х роках, у період функціонування комплексних програм, в Україні створювалися букварі, які навчали грамоти запозиченим з американської школи методом цілих слів. Серед них — «Первоцвіт» О. Сковороди (1925), «Читаймо!» Е. Мухіної (1926), «Буквар» Я. Чепіги (1933). Букварі Л. Деполович, Н. Гов'ядовської, Б. Саженюка та М. Саженюк, за якими навчалися у 1930—1970-х роках, повернули у школу звуковий аналітично-синтетичний метод.
Над цими «Букварями» та «Абетками» також працювали й художники-ілюстратори, зокрема 1929 року київський художник Сергій Конончук створив ілюстрацію до «Абетки» (літера «В»).
Надія Гов'ядовська домоглась видання й використання свого букваря з 1955 по 1971 роки.
Після нього використовували буквар авторів: Саженюк Б. С. і Саженюк М. Т.
У 1978 році, у зв'язку з переходом на навчання дітей у школі з шестирічного віку, видано перший буквар для шестиліток (автори М. Вашуленко, Н. Скрипченко). За ним потім стали навчатися і семирічні першокласники (шестилітки опановують грамоту протягом року, а семилітки — за три місяці).
Особливість сучасного букваря полягає у тому, що за ним школярі не тільки опановують грамоту, а й одержують перше комплексне уявлення про рідну мову як засіб спілкування.
З 2005 року в Україні діти навчаються за двома букварями: видавництв «Генеза [Архівовано 2 січня 2013 у Wayback Machine.]» (автор К. С. Прищепа) та «Освіта[недоступне посилання з червня 2019]» (автори М. С. Вашуленко, Н.  Ф. Скрипченко).

## Цікавий факт
Першим букварем, виданим в Україні, був «Буквар», надрукований у Львові 1574 року першодрукарем Іваном Федоровим. Книжка складалася з абетки, складів, зразків відмінювання і короткої читанки. До наших днів дійшов лише один примірник, який знайдений у 1927 році Римі. Нині зберігається в бібліотеці Гарвардського університету (США). У 1964 та 1974 роках у Києві вийшли факсимільні видання цієї книги.

## Галерея

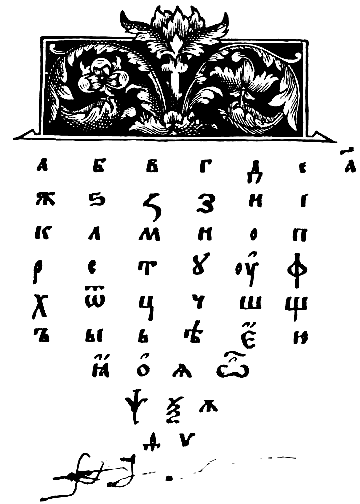
Сторінка абетки, надрукованої Іваном Федоровим у Львові 1574 року
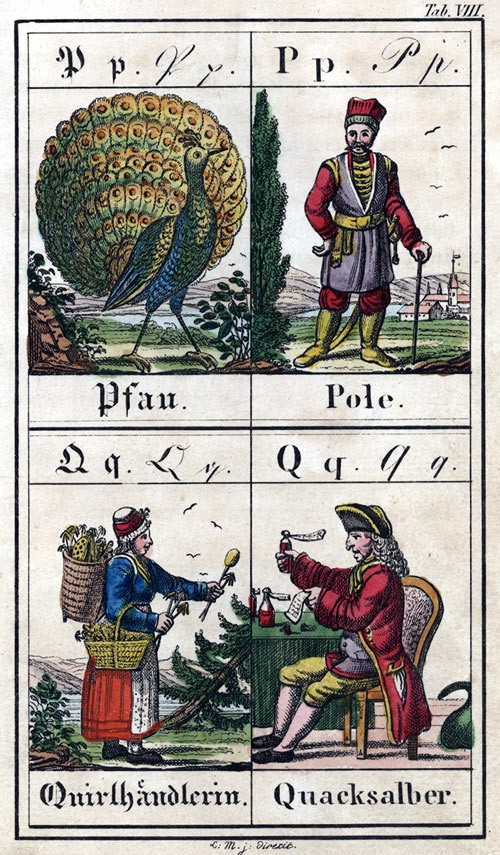
Німецький буквар з малюнками 1830 року.
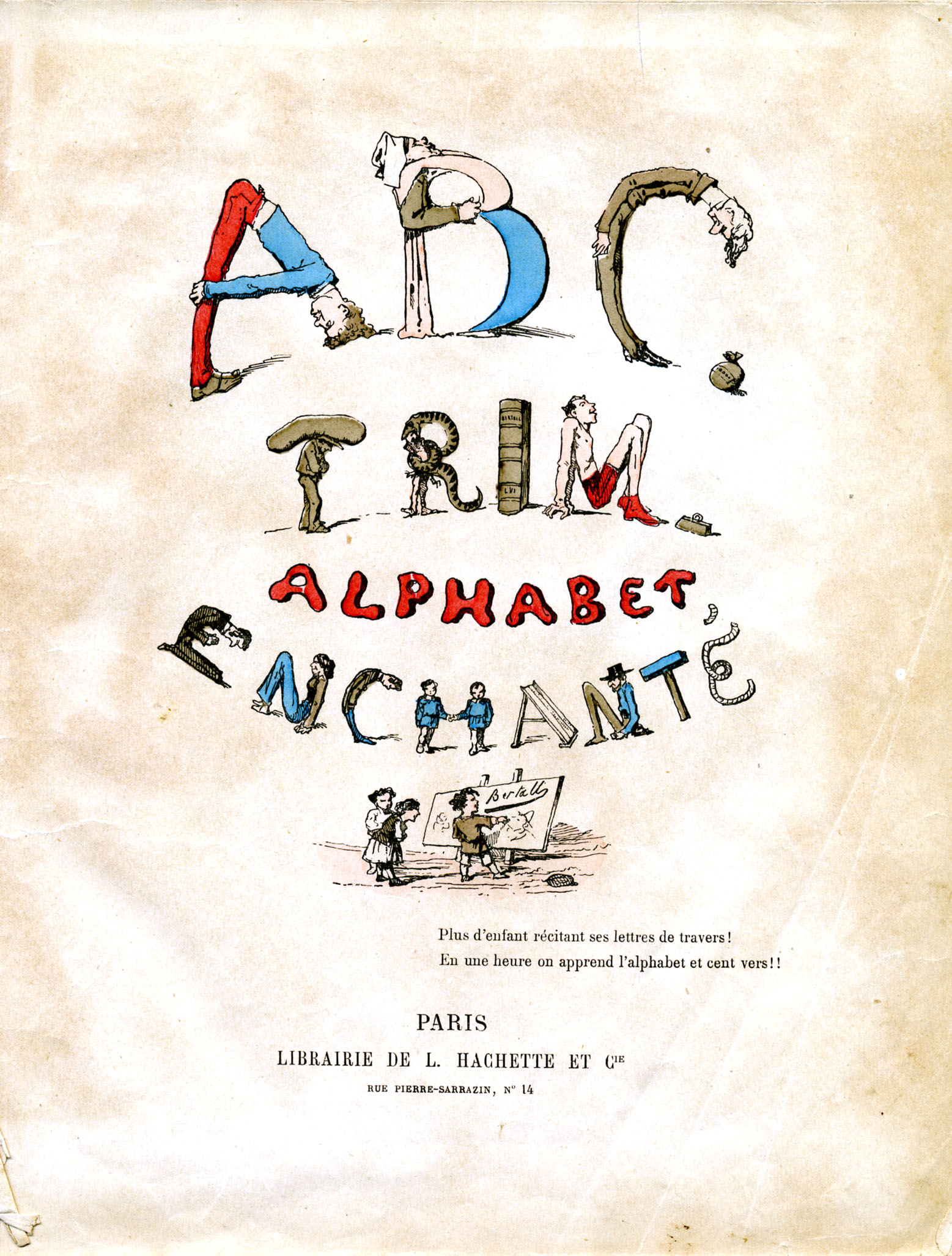
Буквар, надрукований у Франції 1861 року
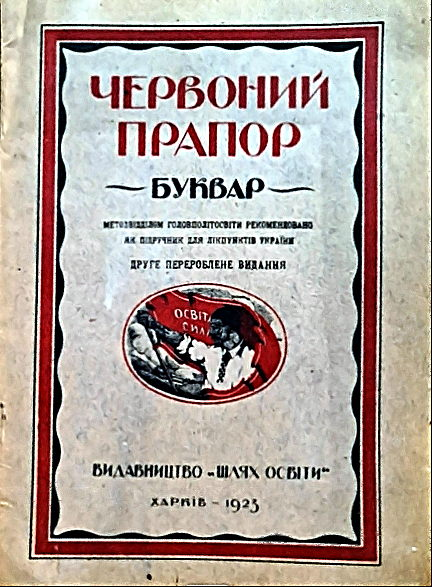
Червоний прапор : буквар для дорослих. 1923